# گرین‌فیلدز (پنسیلوانیا)
گرین‌فیلدز (به انگلیسی: Greenfields) یک منطقهٔ مسکونی در ایالات متحده آمریکا است که در شهرستان برکس، پنسیلوانیا واقع شده‌است. گرین‌فیلدز ۱٬۱۷۰ نفر جمعیت دارد.